# Kiwi Rail Scenic Journeys

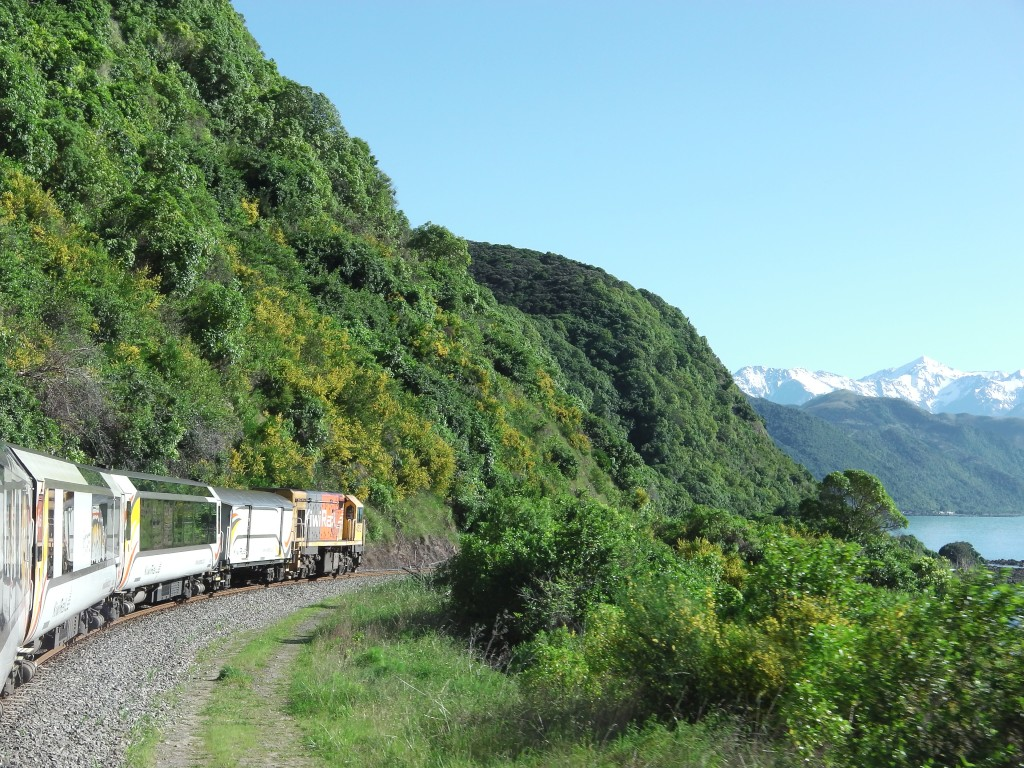
Coastal Pacific auf der Fahrt in Kaikoura

Kiwi Rail Scenic Journeys ist der Name eines Geschäftsbereiches der neuseeländischen Kiwi Rail, unter dem in Neuseeland aktuell 2017 vier Zugfernverbindungen angeboten werden. Seit Mai 2017 werden die vier Angebote zusammen mit der Fährverbindung Interislander unter der Dachmarke The Great Journeys of New Zealand vermarktet.

## Geschichte
1993 verkaufte die neuseeländische Regierung im Rahmen ihrer Privatisierungshype das staatliche Eisenbahnnetz und den Bahnbetrieb einschließlich des Trajekts Wellington–Picton an ein amerikanisches Konsortium. Nachdem das völlig schief gegangen war, kaufte die Regierung 2003 die Eisenbahninfrastruktur zurück und übernahm zum 1. Juli 2008 auch wieder den Bahn- und Fährbetrieb. Zu den Einzelheiten siehe hier. Der – weitgehend touristisch ausgerichtete – Eisenbahnpersonenfernverkehr wurde in Tranz Scenic organisiert. Seit 2012 wird dieser Geschäftsbereich als Kiwi Rail Scenic Journeys bezeichnet.

## Verkehrsangebot

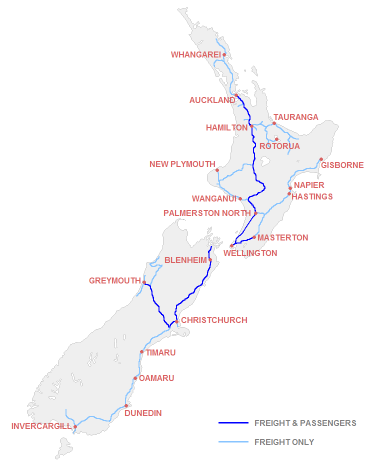
Verbindungen des Personenfernverkehrs

Das seit der dem staatlichen Rückkauf bestehende Streckennetz mit seinen ausgedünnten Verbindungen besteht derzeit 2017 fort.

### Derzeitige Verbindungen
| Linie              | von              | nach       | Verbindungshäufigkeit                            | Anmerkung           |
| Capital Connection | Palmerston North | Wellington | Montag–Freitag                                   |                     |
| Northern Explorer  | Auckland         | Wellington | Mo, Do, Sa ab Auckland, Di, Fr, So ab Wellington | ehemals: Overlander |
| TranzAlpine        | Christchurch     | Greymouth  | täglich                                          |                     |
| Coastal Pacific    | Christchurch     | Picton     | täglich                                          |                     |

### Eingestellte Verbindungen
- 1995 – Lynx Express: Picton – Christchurch
- 2001 – Bay Express: Wellington – Napier
- 2001 – Geyserland Express: Auckland – Rotorua
- 2001 – Kaimai Express: Auckland – Tauranga
- 2001 – Waikato Connection: Hamilton – Auckland
- 2002 – Southerner: Christchurch – Dunedin – Invercargill
- 2004 – Northerner: Auckland – Wellington (Nachtverbindung)